# یاکوف خاچیکیان
یاکوف ایوانی خاچیکیان (ارمنی: Յակով Իվանի Խաչիկյան؛ زادهٔ ۷ ژوئیهٔ ۱۹۲۱ - درگذشته ۲۰ مارس ۲۰۱۵) تاریخ‌نگار ادبی، فیلسوف و استاد دانشگاه اهل ارمنستان بود.

## زندگی‌نامه
وی در ۷ ژوئیهٔ ۱۹۲۱ در استپاناوان به دنیا آمد و از دانشگاه دولتی ایروان فارغ‌التحصیل گشت. وی عضو اتحادیه نویسندگان ارمنستان بود. وی برنده جوایزی همچون مدال موسس خورناتسی (۲۰۱۲)، شهروند افتخاری استپاناوان (۲۰۰۵)، مدال طلای یادبود فریتیوف نانسن (۲۰۰۴)، Հեգելյան միջազգային կոմիտեի մեդալ (۱۹۷۴)، مدال طلای دانشگاه دولتی ایروان (۲۰۰۰)، Վ. Վեռնադսկու մեդալ (۲۰۰۳) است. وی در ۲۰ مارس ۲۰۱۵ در سن ۹۳ سالگی در ایروان درگذشت.